# Manilkara dissecta
Manilkara dissecta là một loài thực vật có hoa trong họ Hồng xiêm. Loài này được (L.f.) Dubard mô tả khoa học đầu tiên năm 1915.